# Зиссах
Зиссах (нем. Sissach) — коммуна в Швейцарии, окружной центр, находится в кантоне Базель-Ланд.
Входит в состав округа Зиссах. Население составляет 5845 человек (на 31 декабря 2007 года). Официальный код — 2861.

## Фотографии
- Замок
- Церковь